# Olszak (Mazovie)
Pour les articles homonymes, voir Olszak.
Olszak (prononciation : [ˈɔlʂak]) est un village polonais de la gmina de Pułtusk dans le powiat de Pułtusk de la voïvodie de Mazovie dans le centre-est de la Pologne.

## Histoire
De 1975 à 1998, le village appartenait administrativement à la voïvodie de Ciechanów.